# Canelo Álvarez
Pour les articles homonymes, voir Álvarez.
Canelo Álvarez, de son vrai nom Santos Saúl Álvarez Barragán, est un boxeur mexicain né le 18 juillet 1990 à Guadalajara.

## Carrière amateur

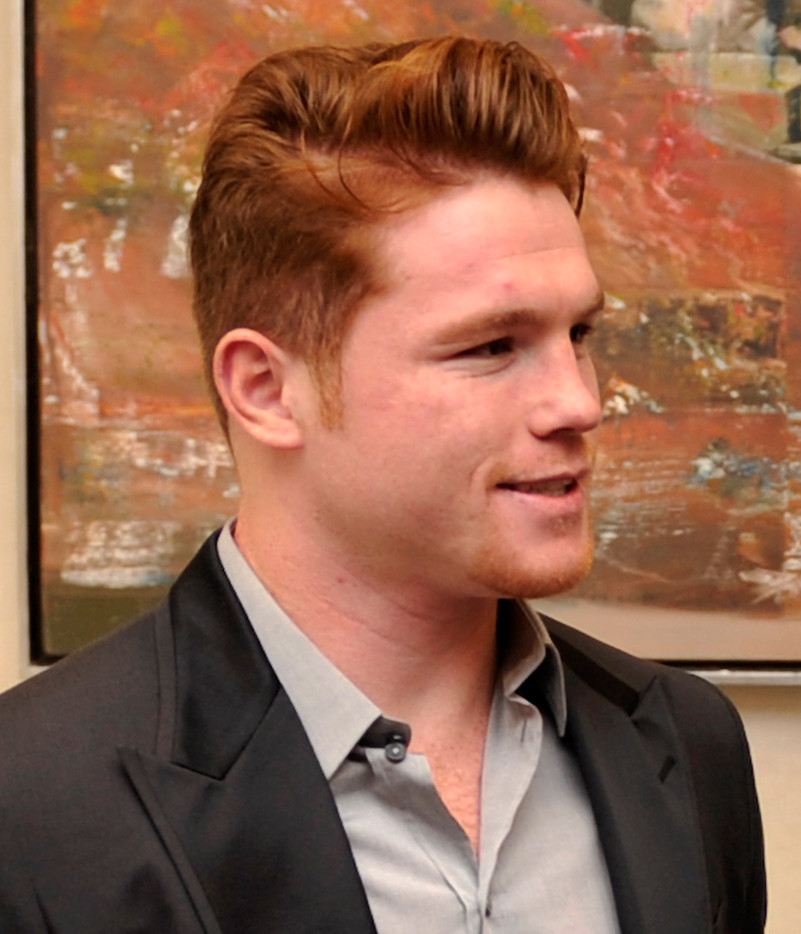
Saúl "Canelo" Álvarez en Avril 2013.

Álvarez devient champion junior du Mexique à 15 ans et passe alors professionnel après seulement 20 combats en amateur.
Pendant cette période, Saul a reçu un surnom qui l'a accompagné toute sa vie — “Canelo”. Ce nom est associé à son apparence inhabituelle pour les Latino-Américains : peau claire, cheveux roux et de nombreuses taches de rousseur sur son visage. Selon beaucoup, Jose Reynoso, l'entraîneur de Saul, a été le premier à attirer l'attention sur cette particularité, en l'appelant en plaisantant "Canelito", ce qui peut être traduit par "petite cannelle". Mais avec le temps, alors que le jeune homme grandissait, son surnom est devenu plus mature — “Canelo”.

## Carrière professionnelle

### Les débuts
Depuis son premier combat pro en octobre 2005 jusqu'à sa victoire contre Larry Mosley en Californie en octobre 2008, il n'a combattu qu'au Mexique. Il y est très populaire, son promoteur étant Oscar De La Hoya. Durant cette période, il battra notamment le futur champion du monde IBF Miguel Vazquez par décision unanime des juges.
Le 17 janvier 2009, il s'empare du titre WBO Latino des poids welters et du titre nord américain NABF de la catégorie en battant Antonio Fitch par arrêt de l'arbitre à la première reprise. Le 8 août 2009, il remporte également le titre junior WBC des poids welters en battant par KO Marat Khuzeev au 2e round. Alvarez défend la ceinture NABF à 6 reprises, jusqu'à sa victoire par KO contre José Miguel Cotto le 1er mai 2010 au MGM Grand de Las Vegas. Le 10 juillet, il bat par KO technique à la 6e reprise Luciano Leonel Cuello pour le titre WBC Silver des poids super-welters.
Avant son 20e anniversaire, Saúl Álvarez compte 33 victoires et un match nul en professionnel. Le 18 septembre 2010, il conserve sa ceinture WBC Silver en battant l'ancien champion du monde argentin Carlos Baldomir par KO à la 6e reprise, puis Lovemore Ndou le 4 décembre. 

### Champion du monde des poids super-welters
Le 5 mars 2011, il affronte Matthew Hatton pour le titre de champion du monde WBC laissé vacant par Manny Pacquiao. Saúl l'emporte aux points à l'unanimité des juges. À 20 ans et 7 mois, c'est le plus jeune champion du monde des poids super-welters de l'histoire. Il conserve le titre le 18 juin 2011 face au britannique Ryan Rhodes, par arrêt de l'arbitre au 12e round, après avoir envoyé son adversaire au tapis à la 4e reprise, puis le 17 septembre par KO au 6e round contre Alfonso Gomez.
Alvarez poursuit sa série de victoires en dominant l'ancien champion du monde des poids welters Kermit Cintron par arrêt de l'arbitre au 5e round le 26 novembre 2011, Shane Mosley aux points le 5 mai 2012, Josesito Lopez au 5e round le 15 septembre 2012. Le 20 avril 2013, il affronte Austin Trout pour le gain d'une ceinture WBA. Il s'impose par décision unanime après avoir envoyé son adversaire au tapis à la 7e reprise. Le 14 septembre 2013, il affronte Floyd Mayweather Jr. pour le titre mondial unifié WBA & WBC des super-welters mais il connaît sa première défaite en s'inclinant par décision majoritaire au MGM Grand de Las Vegas.

### Champion du monde des poids moyens
En 2014, il s'impose face à Alfredo Angulo par KO technique au 10e round et Erislandy Lara par décision partagée des juges le 12 juillet. Alvarez confirme son retour en force en battant par KO au 3e round James Kirkland le 9 mai 2015. Le 21 novembre 2015, il a l'occasion de retrouver un titre mondial, cette fois-ci en poids moyens en affrontant le multiple champion du monde portoricain Miguel Cotto. Celui-ci, malgré ses compétences techniques, doit s'incliner devant la puissance du Mexicain qui s'impose par décision unanime et s'empare du titre WBC.
Le 7 mai 2016, il fait face à l'ancien champion du monde des super-légers Amir Khan et l'emporte par KO dans la 6e reprise. Il laisse le titre WBC vacant le 18 mai préférant combattre le Britannique Liam Smith, champion WBO des super-welters. Le combat est organisé le 17 septembre 2016 à Arlington au Texas et voit la victoire du boxeur mexicain par KO au 9e round. Le 6 mai suivant, il s'impose également, cette fois aux points, contre son compatriote Julio César Chávez Jr. dans un combat sans titre en jeu. Le 16 septembre 2017, il fait un match nul controversé contre Gennady Golovkin, champion WBA, WBC, IBF et IBO des poids moyens. 
Alors que la revanche est prévue le 5 mai 2018, deux mois plus tôt Canelo est contrôlé positif au clenbutérol, un anabolisant interdit,. Le promoteur Golden Boy Promotions défend son champion en évoquant l'hypothèse de viandes contaminées émise par le directeur du laboratoire antidopage. La substance est en effet utilisée dans l'élevage porcin et bovin, et plusieurs sportifs mexicains ont déjà été contrôlés positifs à cause de contamination alimentaire. En gage de bonne foi, le boxeur déplace son centre d'entraînement aux États-Unis et se soumet volontairement à tout nouveau test, ce qui ne convainc pas Golovkin qui l'accuse de tricher,. Après audition, sa licence professionnelle est néanmoins suspendue par la Commission sportive de l'état du Nevada (Nevada Athletic Commission) jusqu'au 17 août 2018. Entre-temps son rival Gennady Golovkin affronte et bat un combattant de substitution, et perd son titre IBF pour ne pas l'avoir défendu dans les temps imposés par la fédération. La revanche est finalement organisée le 15 septembre 2018.
Le 15 septembre 2018 a lieu le deuxième affrontement entre Gennady Golovkin et Canelo Álvarez. Ce dernier se montre plus agressif que lors de la première rencontre. Le combat se solde par une décision majoritaire des juges en faveur d'Álvarez, encore une fois controversée. Il devient ainsi, la veille du Jour de l'indépendance du Mexique, le champion du monde des poids moyens de la WBA, de la WBC, et de l'IBO, titres que Gennady Golovkin mettait en jeu dans ce match.

### Champion du monde des poids mi-lourds et super-moyens
Il monte d'une catégorie pour affronter le tout nouveau champion WBA des poids super-moyens régulier, le Britannique Rocky Fielding. Le combat a lieu le 15 décembre 2018 au Madison Square Garden. Bien que plus petit de 10 cm, Canelo Álvarez remporte facilement la victoire au 3e round. Le 4 mai suivant, il bat par décision unanime le champion IBF des poids moyens Daniel Jacobs à Las Vegas et réunifie à nouveau 3 des 4 principales ceintures internationales de cette catégorie (WBA, WBC & IBF).
Le 2 novembre 2019, Canelo Álvarez affronte le champion WBO des poids mi-lourds Sergey Kovalev et s'impose par arrêt de l'arbitre au 11e round. Il remporte ensuite les ceintures WBA et WBC des poids super-moyens en battant le Britannique Callum Smith aux points le 19 décembre 2020, ceintures qu'il conserve le 27 février 2021 en battant par arrêt de l’arbitre au 3e round Avni Yildirim.
Le 8 mai 2021, il bat par abandon à l'appel du 9e round Billy Joe Saunders, champion WBO des poids super-moyens, puis réunifie les 4 ceintures principales le 6 novembre suivant en mettant KO au 11e round Caleb Plant, champion IBF de la catégorie.
Le 7 mai 2022, Canelo Álvarez monte dans la catégorie des poids mi-lourds pour contester la ceinture de champion du monde WBA au boxeur russe Dmitrii Bivol. Le combat se déroule à la T-Mobile Arena de Las Vegas et voit le Mexicain s'incliner à la décision des juges par trois cartes de 115 points à 113 en faveur de son adversaire. Face à un adversaire plus grand, plus puissant, calme et précis, Álvarez subit la deuxième défaite de sa carrière professionnelle.
Malgré cette défaite, il reste champion unifié des poids super-moyens et conserve ses ceintures face à Golovkin lors de leur 3e combat en 2022 puis contre  John Ryder et Jermell Charlo, champion unifié des super-welters, en 2023 et son compatriote Jaime Munguia le 4 mai 2024. Destitué par l'IBF le 26 juillet suivant, Alvarez conserve ses ceintures WBC & WBO le 14 septembre 2024 en battant aux points Edgar Berlanga puis s'empare à nouveau du titre IBF le 3 mai 2025 en battant aux points le Cubain William Scull.

## Distinctions
- Élu boxeur de l'année en 2019 et 2021 par Ring Magazine.
- Le combat Canelo Álvarez vs. Gennady Golovkin II est élu combat de l'année en 2018 par Ring Magazine.

## Surnom
Comme d'autres boxeurs ou sportifs mexicains tels Danny Lopéz (Pequeño Rojo, « Petit Rouge ») et Javier Hernández (Chicharito, « Petit Pois »), il a aussi un surnom : en espagnol, El Canelo, en référence à ses cheveux roux.

## Liste des combats professionnels de Saúl Álvarez
| 67 combats      | 63 victoires | 2 défaites |
| Avant la limite | 39           | 0          |
| Sur décision    | 24           | 2          |
| Match nul       | 2            | 2          |

| Abréviations: TKO = KO technique • RTD = abandon • UD = décision aux points unanime • SD = décision aux points partagée • MD = décision aux points majoritaire • D = match nul |                        |      |              |            |                                                   |                                                                                          |
| Résultat | Adversaire             | Type | Round, Temps | Date       | Lieu                                              | Notes                                                                                    |
| Victoire | William Scull          | UD   | 12 (12)      | 2025-05-03 | The Venue Riyadh Season, Riyad                    | Conserve les titres WBC, WBO et The Ring des poids super-moyens et remporte le titre IBF |
| Victoire | Edgar Berlanga         | UD   | 12 (12)      | 2024-09-14 | T-Mobile Arena, Las Vegas                         | Conserve les titres WBC, WBO et The Ring des poids super-moyens                          |
| Victoire | Jaime Munguia          | UD   | 12 (12)      | 2024-05-04 | T-Mobile Arena, Las Vegas                         | Conserve les titres WBA, WBC, WBO, IBF et The Ring des poids super-moyens                |
| Victoire | Jermell Charlo         | UD   | 12 (12)      | 2023-30-09 | T-Mobile Arena, Las Vegas                         | Conserve les titres WBA, WBC, WBO, IBF et The Ring des poids super-moyens                |
| Victoire | John Ryder             | UD   | 12 (12)      | 2023-05-06 | Estadio Akron, Zapopan                            | Conserve les titres WBA, WBC, WBO, IBF et The Ring des poids super-moyens                |
| Victoire | Gennady Golovkin       | UD   | 12 (12)      | 2022-09-17 | T-Mobile Arena, Las Vegas, Nevada                 | Conserve les titres WBA, WBC, WBO, IBF et The Ring des poids super-moyens                |
| Défaite | Dmitrii Bivol          | UD   | 12 (12)      | 2022-05-07 | T-Mobile Arena, Las Vegas, Nevada                 |                                                                                          |
| Victoire | Caleb Plant            | KO   | 11 (12)      | 2021-11-06 | MGM Grand, Las Vegas, Nevada                      | Conserve les titres WBA, WBC & WBO des poids super-moyens et remporte le titre IBF       |
| Victoire | Billy Joe Saunders     | RTD  | 8 (12)       | 2021-05-08 | AT&T Stadium, Arlington, Texas                    | Conserve les titres WBA & WBC des poids super-moyens et remporte le titre WBO            |
| Victoire | Avni Yildirim          | RTD  | 3 (12)       | 2021-02-27 | Hard Rock Stadium, Miami, Floride                 | Conserve les titres WBA & WBC des poids super-moyens                                     |
| Victoire | Callum Smith           | UD   | 12 (12)      | 2020-12-19 | Alamodome, San Antonio, Texas                     | Remporte les titres WBA & WBC des poids super-moyens                                     |
| Victoire | Sergey Kovalev         | TKO  | 11 (12)      | 2019-11-02 | MGM Grand, Las Vegas, Nevada                      | Remporte le titre WBO des poids mi-lourds                                                |
| Victoire | Daniel Jacobs          | UD   | 12 (12)      | 2019-05-04 | T-Mobile Arena, Las Vegas, Nevada                 | Remporte les titres WBA, WBC et IBF des poids moyens                                     |
| Victoire | Rocky Fielding         | TKO  | 3 (2:38)     | 2018-12-15 | Madison Square Garden, New York                   | Remporte le titre WBA régulier des poids super-moyens                                    |
| Victoire | Gennady Golovkin       | MD   | 12 (12)      | 2018-09-15 | T-Mobile Arena, Las Vegas, Nevada                 | Remporte les titres WBA et WBC des poids moyens                                          |
| Nul | Gennady Golovkin       | D    | 12 (12)      | 2017-09-16 | T-Mobile Arena, Las Vegas, Nevada                 | Combat pour les titres WBA, WBC, IBO et IBF des poids moyens                             |
| Victoire | Julio César Chávez Jr. | UD   | 12 (12)      | 2017-05-06 | T-Mobile Arena, Las Vegas, Nevada                 |                                                                                          |
| Victoire | Liam Smith             | KO   | 9 (12)       | 2016-09-17 | Arlington, Texas                                  | Remporte le titre WBO des poids super-welters                                            |
| Victoire | Amir Khan              | KO   | 6 (12)       | 2016-05-07 | MGM Grand, Las Vegas, Nevada                      | Conserve le titre WBC des poids moyens                                                   |
| Victoire | Miguel Cotto           | UD   | 12 (12)      | 2015-11-21 | MGM Grand, Las Vegas, Nevada                      | Remporte le titre WBC des poids moyens                                                   |
| Victoire | James Kirkland         | KO   | 3 (2:19)     | 2015-09-05 | MGM Grand, Las Vegas, Nevada                      |                                                                                          |
| Victoire | Erislandy Lara         | SD   | 12 (12)      | 2014-07-12 | MGM Grand, Las Vegas, Nevada                      |                                                                                          |
| Victoire | Alfredo Angulo         | TKO  | 10 (0:47)    | 2014-03-08 | MGM Grand, Las Vegas, Nevada                      |                                                                                          |
| Défaite | Floyd Mayweather Jr.   | MD   | 12 (12)      | 2013-09-14 | MGM Grand, Las Vegas, Nevada                      | Perd les titres WBC et WBA des poids super-welters                                       |
| Victoire | Austin Trout           | UD   | 12 (12)      | 2013-04-20 | Alamodome, San Antonio, Texas                     | Unifie les titre WBC et WBA des poids super-welters                                      |
| Victoire | Josesito Lopez         | TKO  | 5 (2:55)     | 2012-09-15 | MGM Grand, Las Vegas, Nevada                      | Conserve son titre WBC poids super-welters                                               |
| Victoire | Shane Mosley           | UD   | 12 (12)      | 2012-05-05 | MGM Grand, Las Vegas, Nevada                      | Conserve son titre WBC poids super-welters                                               |
| Victoire | Kermit Cintron         | TKO  | 5 (2:53)     | 2011-11-26 | Monumental Plaza de Toros, Mexico, Mexique        | Conserve son titre WBC poids super-welters                                               |
| Victoire | Alfonso Gomez          | KO   | 6 (2:36)     | 2011-09-17 | Staples Center, Los Angeles, Californie           | Conserve son titre WBC poids super-welters                                               |
| Victoire | Ryan Rhodes            | TKO  | 12 (0:48)    | 2011-06-25 | Arena VFG, Tlajomulco de Zúñiga, Jalisco          | Conserve son titre WBC poids super-welters                                               |
| Victoire | Matthew Hatton         | UD   | 12 (12)      | 2011-03-05 | Honda Center, Anaheim, Californie                 | Remporte le titre WBC poids super-welters                                                |
| Victoire | Lovemore N'dou         | UD   | 12 (12)      | 2010-12-04 | Estadio Beto Avila, Veracruz                      | Conserve son titre WBC Silver des super-welters                                          |
| Victoire | Carlos Baldomir        | KO   | 6 (2:58)     | 2010-09-18 | Staples Center, Los Angeles, Californie           | Conserve son titre WBC Silver des super-welters                                          |
| Victoire | Luciano Cuello         | TKO  | 6 (1:23)     | 2010-07-10 | Arena VFG, Tlajomulco de Zúñiga, Jalisco          | Remporte le titre vacant WBC Silver des super-welters                                    |
| Victoire | Jose Miguel Cotto      | TKO  | 9 (2:51)     | 2010-05-01 | MGM Grand, Las Vegas, Nevada                      | Conserve son titre Nord Américain NABF des poids welters                                 |
| Victoire | Brian Camechis         | KO   | 3 (0:23)     | 2010-03-06 | Palenque de la Feria, Tuxtla Gutiérrez, Chiapas   | Conserve son titre nord-américain NABF des poids welters                                 |
| Victoire | Lanardo Tyner          | UD   | 12 (12)      | 2009-12-05 | Tepic, Nayarit                                    | Remporte le titre nord-américain NABF des poids welters                                  |
| Victoire | Carlos Herrera         | TKO  | 1 (2:46)     | 2009-09-15 | Auditorio Siglo XXI, Puebla, Puebla               | Conserve son titre WBC Youth des poids welters                                           |
| Victoire | Marat Khuzeev          | KO   | 2 (2:33)     | 2009-08-08 | Auditorio Benito Juárez, Zapopan, Jalisco         | Remporte le titre vacant WBC Youth des poids welters                                     |
| Victoire | Jeferson Goncalo       | KO   | 9 (1:54)     | 2009-06-06 | Parque Xcaret, Cancún, Quintana Roo               | Conserve son titre NABF des poids welters                                                |
| Victoire | Michel Rosales         | TKO  | 10 (2:53)    | 2009-04-11 | Gimnasio Niños Héroes, Tepic, Nayarit             | Conserve son titre NABF des poids welters                                                |
| Victoire | Euri Gonzalez          | TKO  | 11 (1:36)    | 2009-02-21 | Auditorio Benito Juárez, Zapopan, Jalisco         | Conserve ses titres NABF et WBO Latino des poids welters                                 |
| Victoire | Antonio Fitch          | TKO  | 1 (1:52)     | 2009-01-17 | Foro Scotiabank, Polanco, Mexico                  | Remporte le titre vacant Nord Américain NABF et le titre WBO Latino des poids welters    |
| Victoire | Raul Pinzon            | TKO  | 1 (2:30)     | 2008-12-05 | Miccosukee Indian Gaming Resort, Miami, Floride   | Conserve son titre WBA Fedecentro des poids welters                                      |
| Victoire | Larry Mosley           | UD   | 10 (10)      | 2008-10-24 | Morongo Casino, Resort & Spa, Cabazon, Californie |                                                                                          |
| Victoire | Carlos Adan Jerez      | UD   | 10 (10)      | 2008-08-02 | Auditorio Benito Juárez, Zapopan, Jalisco         | Conserve son WBA Fedecentro des poids welters                                            |
| Victoire | Miguel Vazquez         | UD   | 10 (10)      | 2008-06-28 | Palenque Calle 2, Zapopan, Jalisco                |                                                                                          |
| Victoire | Francisco Villanueva   | SD   | 10 (10)      | 2008-06-06 | Tepic, Nayarit                                    |                                                                                          |
| Victoire | Gabriel Martinez       | RTD  | 10 (12)      | 2008-04-18 | Salon Marbet Plus, Nezahualcóyotl, Mexique        | Remporte le titre WBA Fedecentro des poids welters                                       |
| Victoire | Francisco Villanueva   | TKO  | 9 (12)       | 2008-03-14 | Coliseo Olimpico de la UG, Guadalajara, Jalisco   | Conserve son titre de champion de Jalisco des poids welters                              |
| Victoire | Axel Rodrigo Solis     | KO   | 1 (8)        | 2008-02-22 | Salon Marbet Plus, Nezahualcóyotl, Mexico         |                                                                                          |
| Victoire | Sean Holley            | TKO  | 2 (10)       | 2007-12-15 | Auditorio Benito Juarez, Guadalajara, Jalisco     |                                                                                          |
| Victoire | Ricardo Cano           | UD   | 12 (12)      | 2007-08-31 | Coliseo Olímpico, Guadalajara, Jalisco            | Remporte le titre de champion de Jalisco des poids welters                               |
| Victoire | Christian Solano       | UD   | 10 (10)      | 2007-08-18 | Arena Coliseo, Guadalajara, Jalisco               |                                                                                          |
| Victoire | Jesus Hernandez        | TKO  | 2 (10)       | 2007-06-01 | Casino de los Fresnos, Tepic, Nayarit             |                                                                                          |
| Victoire | Victor Marquez         | KO   | 4 (1:48)     | 2007-05-19 | Auditorio Benito Juarez, Guadalajara, Jalisco     |                                                                                          |
| Victoire | Ivan Illescas          | KO   | 4 (2:40)     | 2007-03-30 | Arena-Casino Los Fresnos, Tepic, Nayarit          |                                                                                          |
| Victoire | Javier Martinez        | TKO  | 8 (8)        | 2007-03-02 | Casino Los Fresnos, Tepic, Nayarit                |                                                                                          |
| Victoire | Daniel Martinez        | KO   | 2            | 2006-12-08 | Arena Jalisco, Guadalajara, Jalisco               |                                                                                          |
| Victoire | Francisco Villanueva   | KO   | 5 (1:20)     | 2006-9-29  | Tonalá, Jalisco                                   |                                                                                          |
| Victoire | Cristian Hernandez     | KO   | 2            | 2006-09-15 | Guadalajara, Jalisco                              |                                                                                          |
| Victoire | Juan Hernandez         | KO   | 2            | 2006-07-21 | Arena Coliseo, Guadalajara, Jalisco               |                                                                                          |
| Nul | Jorge Juarez           | D    | 4 (4)        | 2006-06-17 | Auditorio Municipal, Tijuana, Basse-Californie    |                                                                                          |
| Victoire | Pedro Lopez            | KO   | 1 (4)        | 2006-02-10 | Men´s Club, Guadalajara, Jalisco                  |                                                                                          |
| Victoire | Miguel Vazquez         | SD   | 4 (4)        | 2006-01-20 | Guadalajara, Jalisco                              |                                                                                          |
| Victoire | Pablo Alvarado         | KO   | 2 (2:25)     | 2005-11-26 | Arena Chololo Larios, Tonalá, Jalisco             |                                                                                          |
| Victoire | Abraham Gonzalez       | TKO  | 4 (0:18)     | 2005-10-29 | Arena Chololo Larios, Tonalá, Jalisco             |                                                                                          |